# Зыков, Пётр Павлович

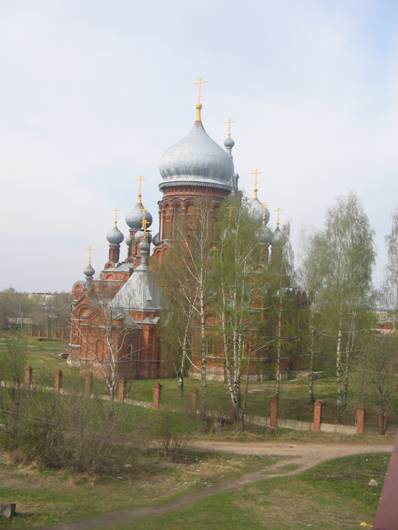
Храм иконы Божией Матери «Всех Скорбящих Радости» в г. Фурманов, 1897—1905

Пётр Па́влович Зы́ков (Зы́ков-второ́й) (20 июня 1852, Москва — 10 августа 1899, Москва) — русский архитектор, мастер храмовой архитектуры периода поздней эклектики. Сын архитектора Павла Петровича Зыкова (первого) (1821—1887).

## Биография
Окончил в 1874 году физико-математический факультет Московского университета, в 1877 году — Императорскую Академию художеств в Санкт-Петербурге со званием классного художника архитектуры первой степени. Вернувшись в Москву, в 1889 году получил должность архитектора Московского попечительного о бедных комитета. В 1895 году Зыков был назначен архитектором Мариинской больницы. С 1897 году служил сверхштатным техником Строительного отделения Московского губернского правления, сохраняя за собой прежние должности. Работал на фирму отца, руководил постройками по его проектам (в том числе выстроил храм Спаса на Большой Спасской улице и колокольню при храме Трифона в Напрудном). Малый объём самостоятельных работ Зыкова-второго — практически полностью в сфере храмового зодчества. В Москве его работы практически полностью уничтожены в послереволюционные годы как «не имеющие исторической ценности».

## Работы Зыкова
- 1880-е — Храм Спаса на Большой Спасской улице, Москва (проект П. П. Зыкова-первого, не сохранился)
- 1881—1885 — Храм Тихвинской иконы Божией Матери в с. Ванилово (ныне посёлок имени Цюрупы) Воскресенского района Московской области. В 1899 году Н. Д. Струковым перестроена трапезная.
- 1889 — перестройка трапезной Богоявленского собора в Елохове, Москва
- 1894—1896 — Храм Донской иконы Божией Матери в дачном посёлке Перловка
- 1890—1895 — Колокольня храма св. Трифона в Напрудном, Москва (проект П. П. Зыкова-первого, не сохранилась)
- 1890—1895 — Храм св. Николая Чудотворца в Покровском, Москва, Бакунинская улица, 100
- 1897 — завершён посмертно в 1905 году — храм иконы Божией Матери «Всех Скорбящих Радости» в селе Середа Костромской губернии (ныне г. Фурманов Ивановской области). Крупнейший проект Зыкова, рассчитанный на 2000—2500 молящихся (площадь более 10 тыс. м²).